# Poeciloxestia plagiata
Poeciloxestia plagiata là một loài bọ cánh cứng trong họ Cerambycidae.